# Catherine Légitimus
Pour les articles homonymes, voir Légitimus.
Catherine Légitimus est une comédienne française.

## Biographie
Comédienne, notamment de la troupe du Théâtre Noir dirigée par Benjamin Jules-Rosette dans les années 1970, elle est la petite-fille de la comédienne Darling Légitimus, la fille du musicien et chef d'orchestre Gustave Légitimus.[réf. nécessaire] et la cousine de Pascal Légitimus.

## Théâtre
- 1961 : Miracle en Alabama, adaptation de la pièce The Miracle Worker de William Gibson, mise en scène François Maistre, Théâtre Hébertot[1]

## Filmographie

### Télévision
- 1964 : Les Verts Pâturages, adaptation de la pièce The Green Pastures de Marc Connelly, réalisée par Jean-Christophe Averty